# Psalidognathus sallei
Psalidognathus sallei (лат.) или псалидогнатус Салле- вид жуков-усачей, крупные прионины из Южной Америки рода Psalidognathus.

## Распространение
Вид обитает на территории Венесуэлы.

## Систематика
Ранее Psalidognathus sallei (Thomson, 1859) из Венесуэлы описывался как подвид P. friendi, но согласно работе Antonio Santos-Silva, P. sallei выделяется как отдельный вид.

## Этимология
Вид назван по имени французского энтомолога Огюста Салле (August Salle)
Название рода Psalidognathus является производным от греческих слов ψαλίδι (псалиди) — «ножницы» и γνάθος (гнатос) — «челюсти».
Соответственно, для любителей русской словесности Psalidognathus sallei это «ножницечелюстник Салле».